# Внутреннее ядро Земли

Внутреннее строение Земли

Общая структура планеты Земля

Внутреннее ядро — самая глубокая геосфера Земли, имеющая радиус около 1220 км (согласно сейсмологическим исследованиям), что сравнимо с 70 % радиуса Луны. Считается, что оно состоит в основном из сплавов железа и никеля и некоторых лёгких элементов. Температура на границе внутреннего ядра составляет приблизительно 5700 К (5400 °C)

## Открытие
В 1936 сейсмолог из Дании Инге Леманн открыла, что Земля имеет твёрдое внутреннее ядро, отличающееся от её жидкого внешнего ядра. Она доказала его существование, изучая сейсмограммы землетрясений в Новой Зеландии и обнаружила, что сейсмические волны отражаются от границы внутреннего ядра и могут быть зафиксированы чувствительными сейсмографами на поверхности Земли. Эта граница известна как разрыв Буллена, или иногда как разрыв Леманн. Несколькими годами позже, в 1940, возникла гипотеза, что внутреннее ядро состоит из твёрдого железа; его твёрдость была подтверждена в 1971 г.
Было определено, что внешнее ядро должно быть жидким, благодаря наблюдениям, показывающим, что продольные волны проходят сквозь него, но упругие S-волны не проходят, или проходят крайне незначительно. Твёрдость внутреннего ядра было сложно установить, потому что упругие S-волны, которые должны проходить через твёрдую массу, очень слабы, и потому их сложно обнаружить сейсмографами на поверхности Земли, поскольку они затухают на своём пути на поверхность, проходя через жидкое внешнее ядро. Дженовский и Гильберт установили, что измерения нормальных колебаний вибраций Земли, вызванных большими землетрясениями, свидетельствуют о твёрдости внутреннего ядра. В 2005 году было сделано заявление об обнаружении прохождения S-волн через внутреннее ядро; сначала данные были противоречивыми, но сейчас этот вопрос достиг консенсуса В 2020 году были получены свидетельства существования внутри внутреннего ядра Земли ещё одного слоя, ядрышка радиусом ~650 км.

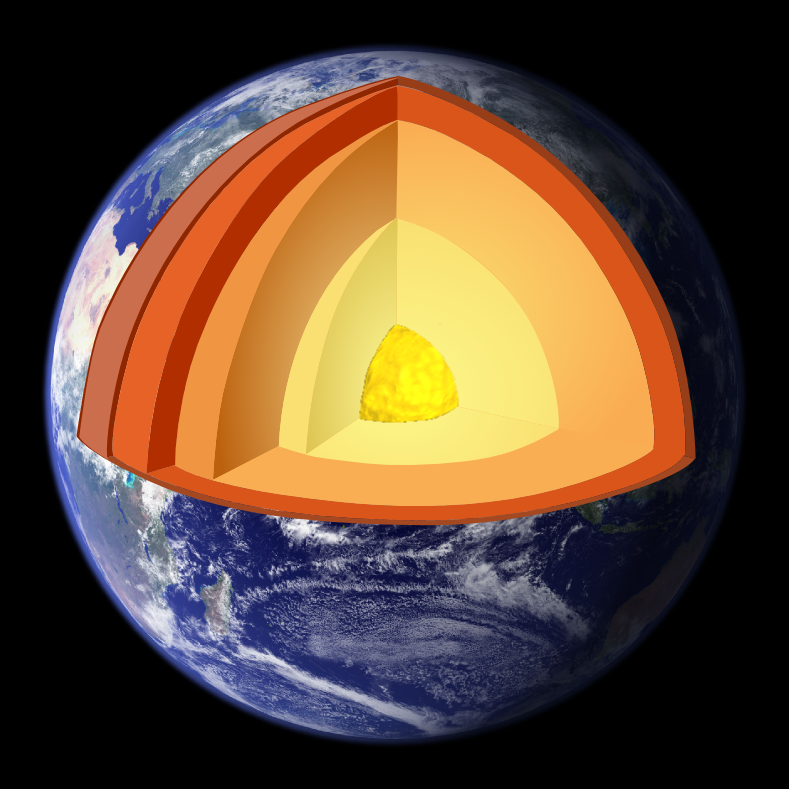

## Свойства
Внутреннее ядро Земли из-за большого давления находится в твёрдом состоянии, в отличие от жидкого внешнего ядра.
О его существовании стало известно по преломлению и отражению продольных сейсмических волн.
Сейсмические исследования свидетельствуют, что во внутреннем ядре фиксируется анизотропия скоростей сейсмических волн: скорость распространения продольных волн на 3—4 % больше вдоль полярной оси, нежели в экваториальном плане.
Параметры внутреннего ядра Земли:
- Глубина: около 5100 км — центр Земли (6370 км)
- Максимальная плотность — 14,3 г/см³ (по другим данным — 13,1 г/см³[13])
- Давление — около 3,8 млн бар
- Ускорение силы тяжести — стремится к нулю
- Скорость продольных волн — до 11,2—11,3 км/с.

Существует также точка зрения[кто?], что внутреннее ядро находится не в кристаллическом, а в специфическом состоянии, схожем с аморфным, и его упругие свойства обусловлены давлением. Время начала кристаллизации внутреннего ядра оценивается как 2-4 миллиарда лет тому назад.

### Состав
Основываясь на относительной распространённости различных химических элементов в Солнечной системе, теории формирования планет и ограничений, накладываемых или предполагаемых из химии остального объёма Земли, внутреннее ядро считается состоящим главным образом из никель-железного сплава. Этот сплав под давлением плотнее примерно на 3 %, чем на самом деле ядро, что означает примеси в ядре лёгких элементов (например, кремний, кислород, сера).

### Температура и давление
Температура внутреннего ядра может быть оценена с учётом теоретически и экспериментально наблюдаемых ограничений на температуру плавления неочищенного железа при давлении, при котором железо находится на границе внутреннего ядра (около 330 Гпа). Исходя из этих соображений, предполагается, что температура составляет приблизительно 5700 К (5400 °C; 9800 °F). Давление внутри внутреннего ядра несколько выше, чем на границе между внутренним и внешним ядрами: оно находится в диапазоне приблизительно от 330 до 360 Гпа. Железо может быть твёрдым при таких высоких температурах только потому, что температура плавления резко возрастает при давлениях такой величины (см. Уравнение Клапейрона-Клаузиуса).
Статья, опубликованная в журнале Science заключает, что температура плавления железа на границе внутреннего ядра составляет 6230 ± 500K, что примерно на 1000 K выше, чем показывают предыдущие расчёты.

## Динамика
Считается, что внутреннее ядро Земли медленно растёт, поскольку жидкое внешнее ядро на границе с внутренним охлаждается и затвердевает вследствие постепенного охлаждения содержимого Земли (около 100 градусов Цельсия за миллиард лет). Многие учёные сначала ожидали, что внутреннее ядро окажется гомогенным, потому что твёрдое внутреннее ядро было изначально сформировано вследствие постепенного охлаждения расплавленного материала и продолжает расти как результат этого же процесса. Несмотря на то, что оно растёт в жидкости, оно твёрдое из-за очень высокого давления, которое сжимает его в единое целое несмотря на экстремально высокую температуру. Предполагалось даже, что внутреннее ядро Земли может быть монокристаллом железа, однако это предсказание было опровергнуто наблюдениями, показавшими, что во внутреннем ядре имеются неоднородности. Сейсмологи обнаружили, что внутреннее ядро не полностью однородно; вместо этого, оно состоит из крупномасштабных структур, так что сейсмические волны проходят через некоторые части внутреннего ядра быстрее, чем через другие. К тому же свойства поверхности внутреннего ядра отличаются от места к месту с шагом в 1 км. Эти вариации удивительны, поскольку горизонтальные изменения температуры на границе внутреннего ядра считаются очень маленькими (это заключение вынужденно следует из наблюдений за магнитным полем). Недавние исследования предполагают, что твёрдое внутреннее ядро состоит из слоёв, отделённых переходной зоной толщиной от 250 до 400 км. Если внутреннее ядро растёт вследствие маленьких застывающих осадков, падающих на его поверхность, то какая-то жидкость может также быть захвачена в поры и эта остаточная жидкость может всё ещё существовать в малой степени на значительной части внутренней поверхности.
Поскольку внутреннее ядро не соединено жёстко с твёрдой земной мантией, долгое время учёных занимала возможность, что оно вращается немного быстрее или медленнее, чем остальная часть Земли. В 1990-х сейсмологи предложили различные способы обнаружения такого супер-вращения посредством наблюдения изменений в характеристиках сейсмических волн, проходящих через внутреннее ядро в течение нескольких десятилетий, используя вышеупомянутое свойство, что оно передаёт волны быстрее в некоторых направлениях. Расчёт этого супер-вращения даёт приблизительно 1 градус добавочного вращения в год.
Считается, что рост внутреннего ядра играет важную роль в создании магнитного поля Земли вследствие динамо-эффекта в жидком внешнем ядре. Это происходит в основном потому, что невозможно растворить то же количество лёгких элементов, как во внешнем ядре, и поэтому заморозка на границе с внутренним ядром производит остаточную жидкость, которая содержит больше лёгких элементов, чем жидкость над ней. Это приводит к плавучести и помогает конвекции с внешним ядром.
Существование внутреннего ядра также меняет динамику движения жидкости во внешнем ядре; оно растёт (на границе) и может помогать фиксации магнитного поля, поскольку она предполагается более резистентной к турбулентности, чем жидкость внешнего ядра (которая предполагается турбулентной)
Есть также спекуляции, что внутреннее ядро может проявлять разнообразные внутренние модели деформации. Это может быть необходимо, чтобы объяснить, почему сейсмические волны проходят более быстро в одних направлениях, чем в других. Поскольку конвекция сама по себе предполагается маловероятной, любое текучее конвективное движение должно быть обусловлено разницей в составе или избытком жидкости в его внутренней части. Ёсида и коллеги предположили новый механизм, где деформация внутреннего ядра может возникать вследствие более высокой частоты замерзания на экваторе, чем на полярных широтах , и Карато предположил, что изменения магнитного поля также могут медленно деформировать внутреннее ядро с течением времени
Существует асимметрия Восток-Запад в сейсмологических данных по внутреннему ядру. Есть модель, которая объясняет это различиями в поверхности внутреннего ядра — плавления одного полушария и кристаллизации в другом. Западное полушарие может кристаллизовываться, тогда как восточное может плавиться. Это может приводить к повышению генерации магнитного поля в кристаллизующемся полушарии, создавая асимметрию магнитного поля Земли.

### История
Основываясь на темпе охлаждения ядра, можно оценить, что современное твёрдое внутреннее ядро начало затвердевать приблизительно от 0.5 до 2 миллиардов лет назад из полностью расплавленного ядра (которое сформировалось сразу после формирования планеты). Если это верно, это должно означать, что твёрдое внутреннее ядро Земли — не изначальное образование, которое существовало в течение формирования планеты, а образование моложе, чем Земля (Земле приблизительно 4.5 миллиарда лет)